# Lin Fa
Lin Fa (林筏), né en 1936 à Kwantong, est un peintre chinois de paysages urbains, intérieurs, natures mortes, marines, compositions animées. Son style tend vers la figuration onirique.

## Biographie
Lin Fa est le fils d'un peintre et professeur à l'école des beaux-arts, il reçoit alors une éducation artistique dès son plus jeune âge. En 1953, il s'installe en France, à Montauban précisément, puis à Paris l'année suivante, où il étudie à l'École des Beaux-Arts.

Il participe à des expositions collectives, notamment à Paris:
en 1959 Salon des Artistes Français.
en 1960 et 1987 au Salon d'automne.
en 1961, 1962, 1965, 1966, 1991 et aujourd'hui encore au Salon de la Société nationale des beaux-arts.
en 1990,1992, 1993 Salon Comparaisons.
Il montre ses œuvres dans des expositions personnelles à Paris depuis 1956.
Lin Fa exposa en Belgique, au Japon, aux États-Unis, en Italie et en Corée du Sud.
Lin Fa est le président de la Commission de la Professionnalité des artistes Graphiques et Plastiques.
Il est également secrétaire et membre du Comité du Salon National des Beaux-Arts.

## Son style
Les fenêtres, vitrines et embrasures de porte, servent souvent de cadre à des scènes du quotidien, régi par des lignes verticales et horizontales. Dans des tonalités sourdes, qui évoquent le reflet du monde vu à travers la peinture, Lin Fa dévoile un monde submergé par la lumière, presque surexposé, invitant à regarder au-delà des apparences.

## Citation
« Lin Fa n'est pas seulement chinois, il est universel. »

— Han SUYIN